# Christine Loudes
Christine Loudes, née 1972 et morte le 28 décembre 2016, est une militante des droits humains. Elle consacre la majeure partie de sa vie universitaire et professionnelle à défendre les droits des femmes, l'égalité des sexes et particulièrement à combattre les mutilations génitales féminines.
Christine Loudes est particulièrement impliquée au niveau européen et agit pour faire progresser les législations de l'Union européenne et du Conseil de l'Europe dans le domaine des droits des personnes LGBTI et des violences faites aux femmes.
Elle travaille successivement avec la Commission des droits de l'homme d'Irlande du Nord, l'International Lesbian, Gay, Bisexual, Trans and Intersex Association (ILGA), Amnesty International et l'Institut européen pour l'égalité entre les hommes et les femmes. Elle dirige également la campagne Mettre fin aux mutilations génitales féminines.

## Formation
Christine Marie-Hélène Loudes naît en 1972. Elle obtient un Master of laws en droit de l'homme de l' Université de Nottingham et d'une maîtrise en sciences politiques et en droit de l' Université Robert Schuman à Strasbourg. En 2003, elle obtient son doctorat en droits des femmes et en politique à l'Université Queen's de Belfast,.

## Carrière
Christine Loudes commence sa carrière comme chargée de cours en droit européen et en droit civil français à l'Université Queen's de Belfast. Elle rejoint ensuite la Commission des droits humains d'Irlande du nord (en) en tant qu'enquêtrice.
Entre 2004 et 2008, elle est directrice politique de la Région européenne de l'Association internationale des lesbiennes, gays, trans, bisexuels et intersexes (ILGA-Europe), où elle a fait campagne pour les droits des personnes LGBTI au Conseil de l'Europe, l'Organisation pour la sécurité et la coopération en Europe, l'Union européenne et les Nations Unies.
De janvier 2009 à 2014, Christine Loudes dirige, au niveau européen, la campagne contre les mutilations génitales féminines « End FGM » (Mettre fin aux mutilations génitales féminines) d' Amnesty International. Cette campagne, menée en partenariat avec 15 organisations nationales, mène à la création du réseau européen End FGM, rassemblant toutes les organisations partenaires,,,. En décembre 2014, elle reçoit le Gender Defender Award d'Amnesty International. Elle appelle à des actions concrètes, aussi bien au niveau européen qu'aux niveaux nationaux et participe à la rédaction de la Convention du Conseil de l’Europe sur la prévention et la lutte contre la violence à l’égard des femmes et la violence domestique,.
En 2015, elle rejoint l'Institut européen pour l'égalité entre les hommes et les femmes elle est chargée du dossier des violences basées sur le genre, poste qu'elle occupe jusqu'à sa mort le 28 décembre 2016.

## Publications
- (en) Learning to grow up. Multiple Identities of Young Lesbians, Gay Men and Bisexual People in Northern Ireland, Northern Ireland Human Rights Commission, juillet 2003 Lire en ligne
- (en) Handbook on observations of pride marches, ILGA-Europe, 2006 Lire en ligne
- (en) avec Evelyne Paradis, Handbook on monitoring and reporting homophobic and transphobic incidents, ILGA-Europe, 2007  (ISBN 978-9-07982230-0)
- (en) Ending female genital mutilation: Will future Europe take up the mantle? EU observer, 28 novembre 2013 Lire en ligne